# Urpo Kangas
Urpo Pekka Antero Kangas, född 31 augusti 1951 i Sammatti, är en finländsk  jurist.
Kangas blev juris doktor 1982 på avhandlingen Lesken oikeudellinen asema (1982), där änkans ställning granskas i ett brett rättsligt perspektiv. Han var 1983–1987 biträdande professor i civilrätt vid Åbo universitet, 1987–1999 biträdande professor i civilrätt vid Helsingfors universitet och blev 1999 professor. År 1994 utnämndes han till ledamot av Finska Vetenskapsakademien.
Bland Kangas arbeten märks Ålandsfrågan (tillsammans med Lars D. Eriksson, 1988), Suomen henkivakuutusoikeus (1995), ett arbete om livförsäkringsrätten, och Johdatus perhevarallisuusoikeuteen (2002, svensk översättning Introduktion till familjeförmögenhetsrätten, 2004).